# Chiesa di Santa Maria dei Sette Dolori (Milano)
La chiesa di Santa Maria dei Sette Dolori era una chiesa di Milano. Situata sull'area dell'attuale museo civico di storia naturale di Milano fu soppressa assieme al convento e demolita nel 1782 nella creazione dei giardini di Porta Venezia.

## Storia
Nei terreni dove sorse la chiesa e l'annesso monastero vi era un tempo un brefotrofio che allevava orfani e ragazzi indigenti ed insegnava loro mestieri come il sarto o il calzolaio. Il brefotrofio finì nel tempo per essere lasciato in abbandono: grazie ad un grande lascito del nobile Giovanni Pietro Carcano il luogo fu convertito in un monastero di monache agostiniane. Non si conosce l'anno preciso in cui la chiesa ed il monastero furono edificati, tuttavia il progetto fu assegnato a Carlo Buzzi, per cui la costruzione deve essere avvenuta nella prima metà del XVI secolo.

## Architettura
La chiesa all'epoca si trovava all'angolo del complesso monastico con la facciata che volgeva verso una via allora denominata strada marina. Il progetto per la chiesa, di Carlo Buzzi, prevedeva un edificio a navata unica: l'altare maggiore era decorato con la pala d'altare della Nostra Signora ai piedi della Croce di Francesco Cairo. Nell'anno 1737 gli interni furono in parte ridisegnati da Pietro Cavanna. La chiesa conservava inoltre delle tele di Andrea Porta.